# .an
.an este un domeniu de internet de nivel superior, pentru Antilele Olandeze (ccTLD).